# Sáron
A Sáron földrajzi névből, egy izraeli tengerparti síkság nevéből származik (Saron-síkság), aminek eredete és jelentése bizonytalan.

## Gyakorisága
Az 1990-es években szórványos név, a 2000-es években nem szerepel a 100 leggyakoribb női név között.

## Névnapok
Ajánlott névnap
- január 19.[2]